# Marcuskerk (Hannover)
De Marcuskerk (Duits: Markuskirche) is een luthers kerkgebouw in Vahrenwald-List, een stadsdeel van Hannover. De kerk geniet ook buiten de stad Hannover grote bekendheid. Naast de erediensten vinden er culturele manifestaties, tentoonstellingen en lezingen plaats. De Marcuskerk geniet bovendien bekendheid vanwege de talrijke concerten die er worden georganiseerd. Daarnaast kent de kerkelijke gemeente een kerkkoor.  

## Geschiedenis
Met de bouw van de Marcuskerk werd in 1902 begonnen nadat de stad Hannover kosteloos een stuk bouwgrond ter beschikking had gesteld. De architect Otto Lüer werd de opdracht voor de bouw gegund. De bouwwerkzaamheden moesten echter al snel worden gestaakt, omdat voor de 70 meter hoge kerktoren een stabieler fundament noodzakelijk bleek. Voor dit doel werden 400 betonnen palen in de ondergrond van drijfzand geheid. De inwijding van de kerk vond in het jaar 1906 plaats.
Het mozaïek aan de zuidwestelijke muur werd door keizer Wilhelm II geschonken en toont de opgestane Christus als Wereldheerser. Na de voltooiing van het mozaïek in 1907 kwam de keizer het nieuwe kunstwerk persoonlijk inspecteren.   
De Marcuskerk was geheel volgens de toenmalige mode in neoromaanse stijl beschilderd. Deze beschilderingen ging echter bij de luchtaanvallen op de stad in de Tweede Wereldoorlog geheel verloren. Ze werden na de oorlog niet gereconstrueerd, maar vervangen door een eenvoudiger beschildering. Om een indruk van de oorspronkelijke beschildering van de Marcuskerk te krijgen, kan men in de kloosterkerk van het Hannoverse stadsdeel Marienwerder beschilderingen bezichtigen van dezelfde kunstenaar, Oscar Wichtendahl. 

## Orgel
Het orgel van de Marcuskerk werd in de jaren 1958-1962 door de orgelbouwer Paul Ott gebouwd. Naast de functie van kerkorgel werd het instrument ook gebruikt voor muziekonderricht aan studenten van de Hogeschool voor Muziek, Theater en Media. In de jaren 1974-1975 en 1994 werden de intonatie en de dispositie gewijzigd. Tegenwoordig kent het instrument 56 registers verdeeld over vier manualen en pedaal. De speel- en registertracturen zijn mechanisch.   

## Afbeeldingen

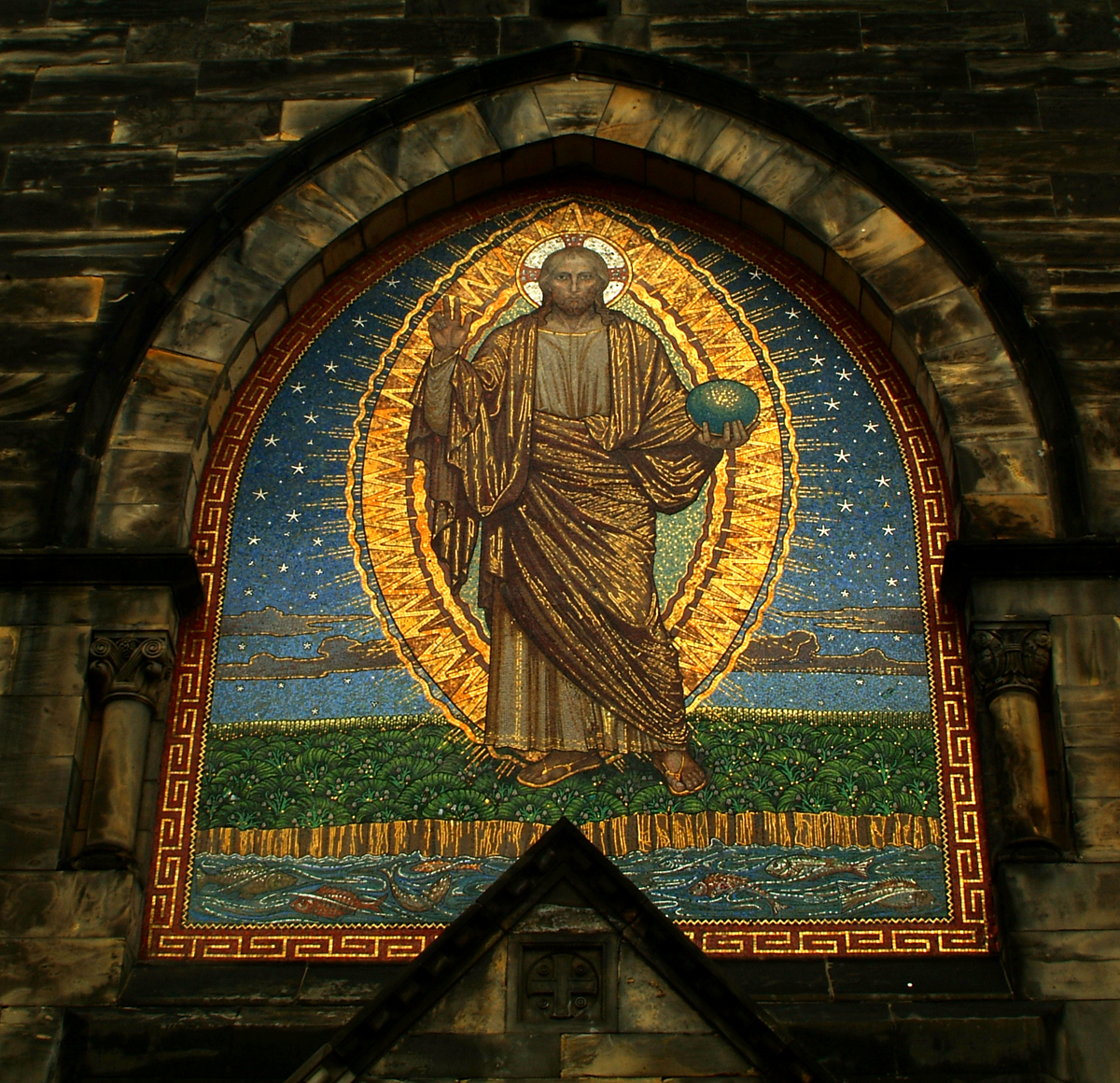
Het door de keizer geschonken mozaïek
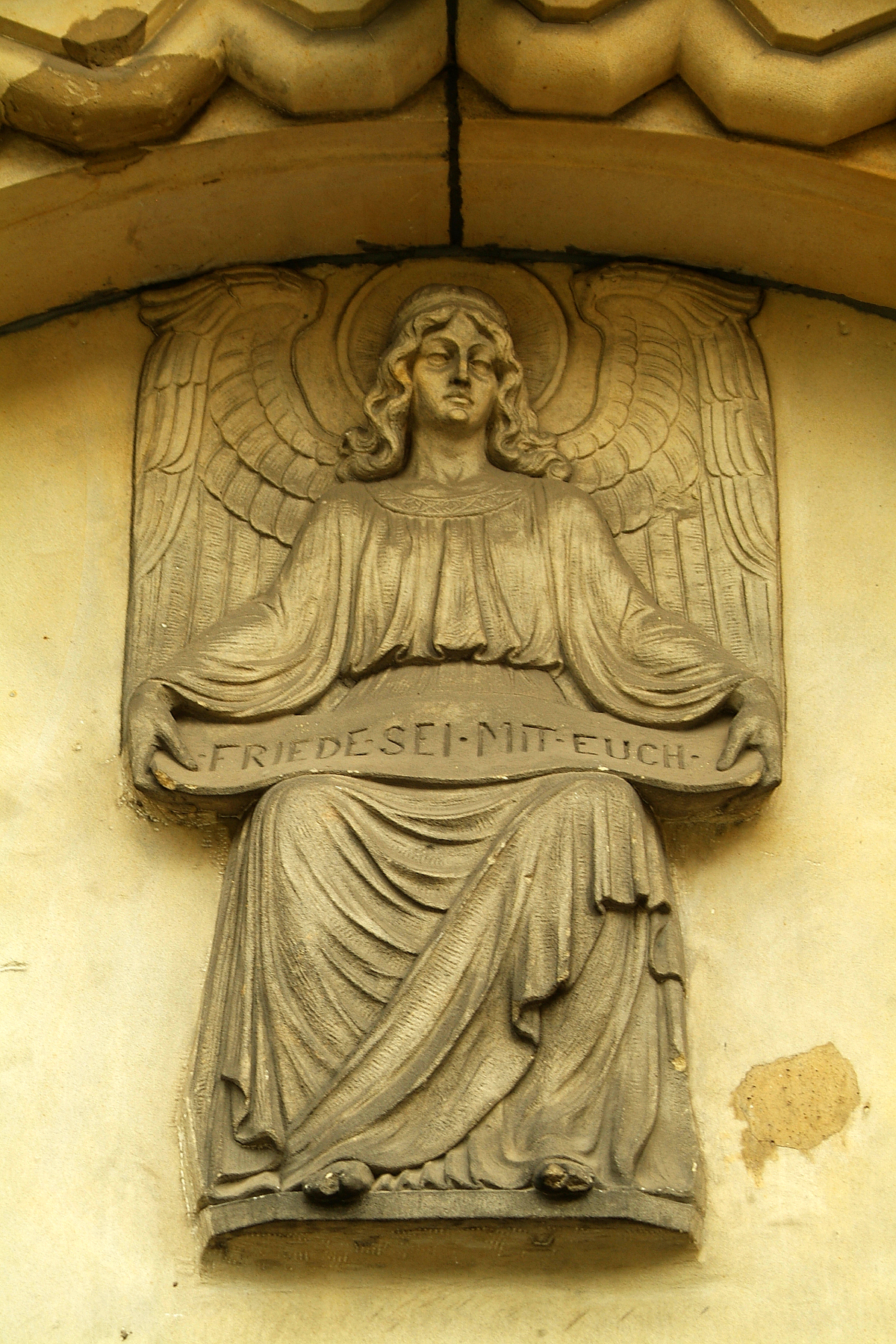
Engelreliëf aan het portaal
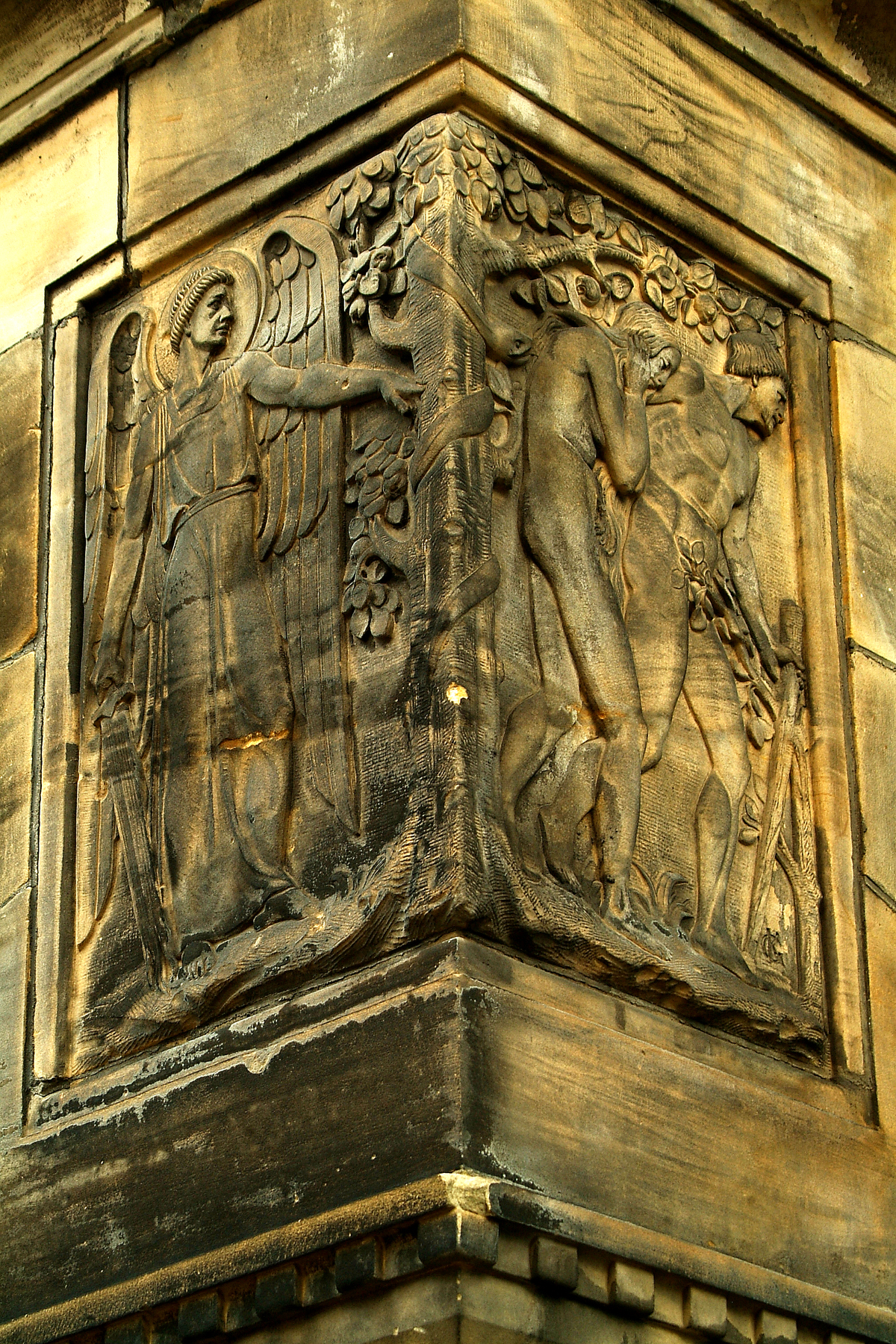
Reliëf verdrijving Adam en Eva uit het paradijs
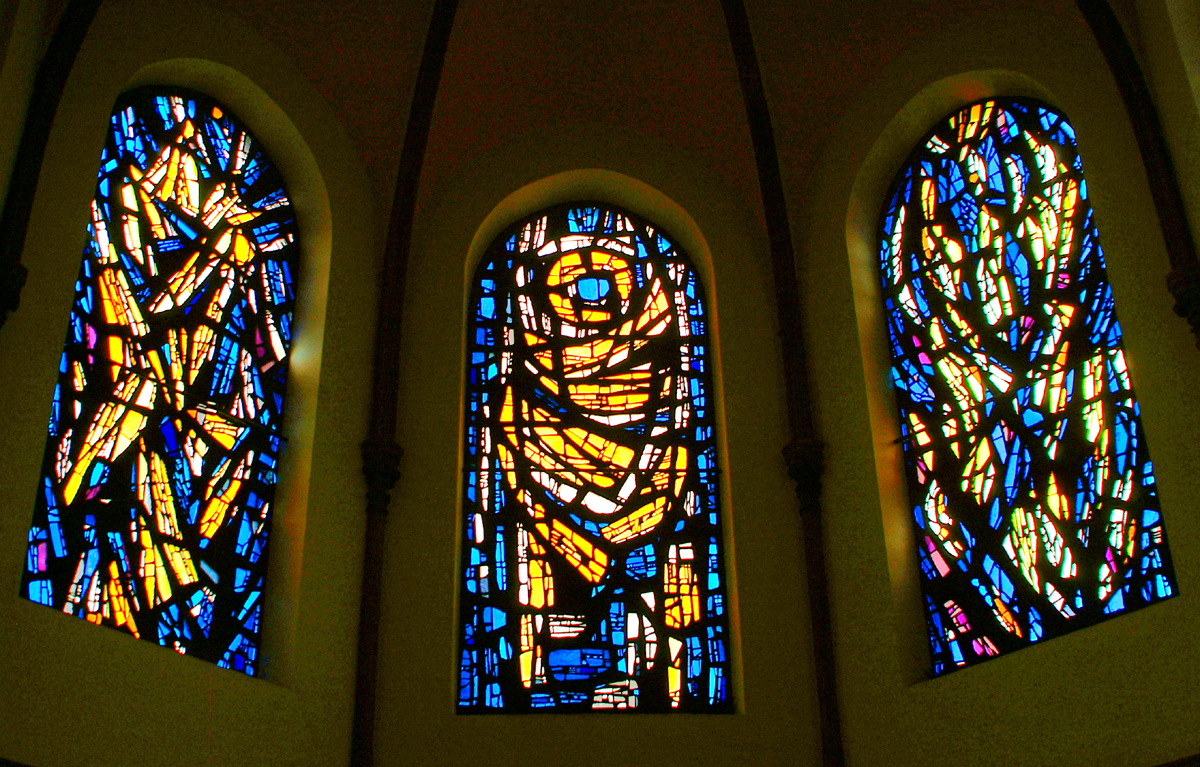
Moderne kerkvensters